# 教堂大道車站 (IND卡爾弗線)
教堂大道車站（英語：Church Avenue station）是美國紐約地鐵IND卡爾弗線的一個快車地鐵站，位於布魯克林肯辛頓教堂大道及麥當奴大道交界，設有F線（任何時候停站）與G線（任何時候停站）列車服務，後者以此站為總站。

## 車站結構
| 地面   | 街道層   | 出入口                                                                         |
| 大廳層 | 大廳層   | 詢問處、售票處 升降機位於教堂大道及麥當勞大道西北角                            |
| 月台層 | 北行慢車 | ← 往牙買加-179街（漢密爾頓堡公園道） ← 往法庭廣場（漢密爾頓堡公園道）          |
| 月台層 | 島式月臺 |                                                                                |
| 月台層 | 北行快車 | ← 上午尖峰時段往牙買加-179街（第七大道）                                       |
| 月台層 | 南行快車 | → 下午尖峰時段往康尼島-斯提威爾大道（迪特馬斯大道） → → （非服務時段：18大道） |
| 月台層 | 島式月臺 |                                                                                |
| 月台層 | 南行慢車 | → 往康尼島-斯提威爾大道 （迪特馬斯大道） → → 服務終點→                         |

此地下車站在1933年10月7日啟用，設有兩個島式月台和四條軌道。兩條中央快車軌道一般情況下不營運。

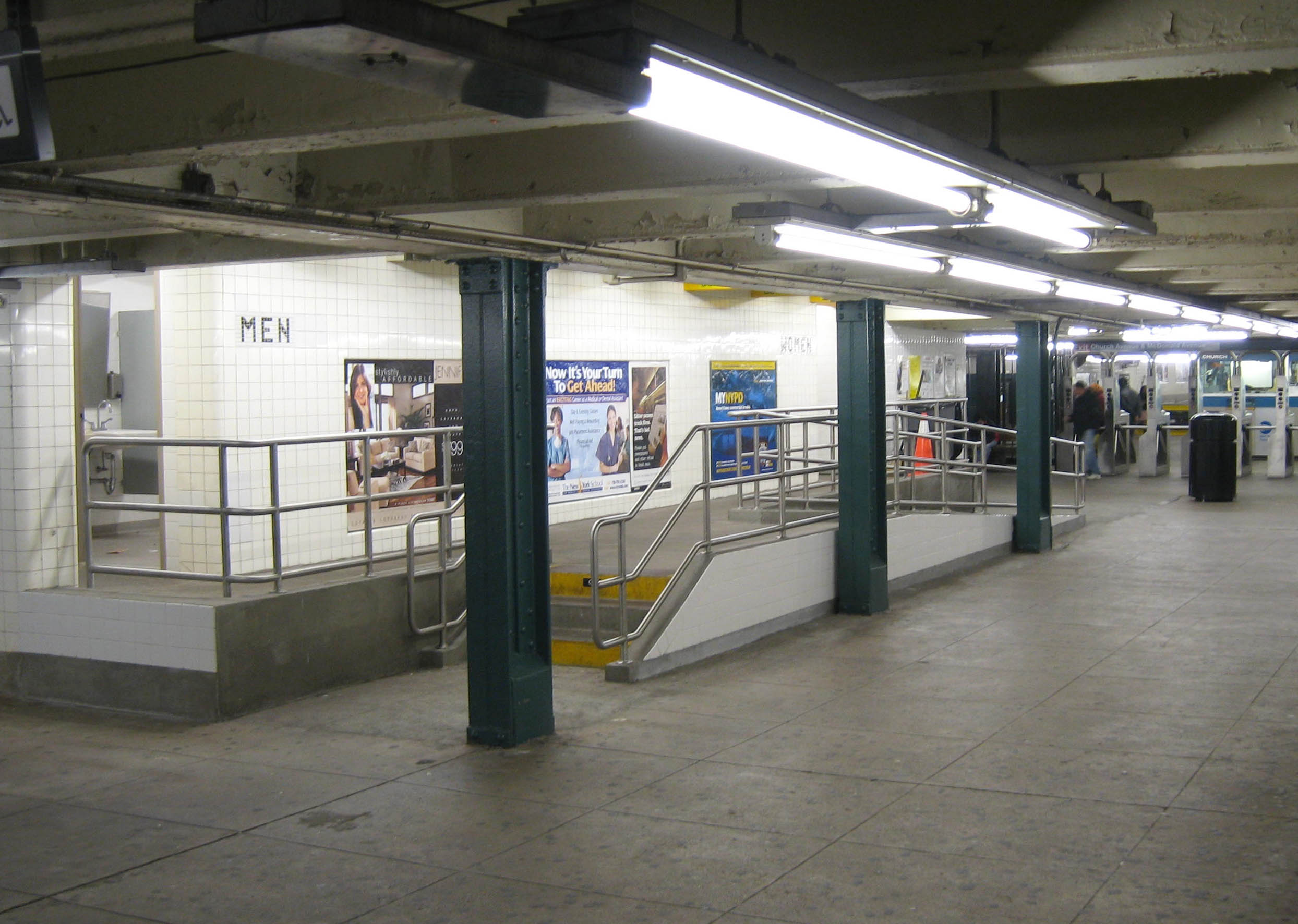
南夾層的廁所

此站以南營運軌道下方設有四軌車廠，用作儲存和將G線列車調頭。連往車廠的連接線以南，路線上升至三軌高架線（快車軌道匯合成一條軌道，各方向另有由快車往慢車的轉轍器），然後進入迪特馬斯大道車站。

## 外部連結
- nycsubway.org—IND Crosstown: Church Avenue
- Station Reporter — F Train
- The Subway Nut — Church Avenue – Kensington Pictures （页面存档备份，存于）
- Church Avenue entrance from Google Maps Street View
- Albemarle Road entrance from Google Maps Street View
- Mezzanine from Google Maps Street View
- Platforms from Google Maps Street View
- Joseph Brennan, "Abandoned Stations" （页面存档备份，存于）